# Чорна Книга з Кармартена
Чо́рна Кни́га з Карма́ртена (валл. Llyfr Du Caerfyrddin) — середньовічний валлійський рукопис, що вважається найдавнішим збереженим манускриптом, повністю написаним валлійською мовою.

## Назва
Назва книги, створеної близько 1250 року, пов'язана з монастирем Святого Івана Євангеліста та Святого Тейлідога в Кармартені. Чорною книга називається за кольором її палітурки. Книга входить до колекції Національної бібліотеки Уельсу, де має сигнатуру NLW Peniarth MS 1.

## Зміст
Книга є збіркою поезій, що належать до різних жанрів. До книги входять вірші релігійної тематики, панегірики та плачі. Найбільший інтерес для вчених становлять вірші, які описують традиції, пов'язані з валлійськими героями та так званою Давньою Північчю (валл. Yr Hen Ogledd), і особливо легенди про Артура та Мірддіна, також відомого як Мерлін. Один з віршів присвячений Битві при Ллонгборті, місце якої зараз точно невизначено, і згадує про участь Артура в битві.